# Ga công viên Yeonji
Ga công viên Yeonji (tiếng Hàn: 연지공원역; Hanja: 蓮池公園驛) là một ga trên Tuyến BGLRT của Busan Metro ở Gusan-dong, Gimhae, Hàn Quốc.

## Liên kết
- (tiếng Hàn) Thông tin ga từ Tổng công ty vận chuyển Busan